# Nemi film
Nemi film je oblika filmske umetnosti, za katero je značilna odsotnost sinhroniziranega posnetega zvoka za spremljavo gibljivih slik. To se nanaša zlasti na filmske dialoge in razne zvoke, ki spremljajo dogajanje. Izraz je povezan z najzgodnejšo dobo filma v Evropi in Združenih državah Amerike – dobo nemega filma, ko zaradi tehničnih omejitev ni bilo možno snemati in predvajati zvoka ob sliki. Vendar pa so projekcije že kmalu začeli spremljati glasbeniki, ki so z glasbeno podlago v živo pripomogli k vtisu filma, tako da nemi film ni bil zares povsem nem (tih). Vlogo zvoka za vzbujanje občutij pri gledalcih so v tovrstnih filmih nadomestili igralci z izrazitejšo gestikulacijo in obrazno mimiko, pripovedovalca pa z mednapisi.
Zgodovinarji filma postavljajo začetek obdobja nemega filma na konec 19. stoletja, okrog leta 1895, ko so se začele prve filmske projekcije za večje občinstvo in nastali so prvi pripovedni filmi. Pred tem je bil film omejen na kratke dokumentarne ali komične posnetke, ki so jih predvajali v kamrah za enega gledalca. Potujoči zabavljači so od avtorjev odkupovali kratke posnetke za predvajanje na semnjih in jih začeli smiselno sestavljati v program, ki so ga opremili z zvočnimi učinki, glasbo in pripovedjo, kar je bil zametek filmske montaže. K prehodu v pripovedni film je pomembno prispeval francoski avtor Georges Méliès, ki velja za pionirja filma kot umetnostne zvrsti. Méliès je uporabljal zgodnje tehnike montaže, pa tudi druge prijeme, kot so posebni učinki in oblikovanje svetlobe. Sledili so mu še drugi inovatorji, ki so postavili temelje filmskega izraza, uveljavljene še danes.
Obdobje se je končalo z vzponom zvočnega filma v začetku 1930. let v Združenih državah Amerike, ki je bil mnogo učinkovitejši kot pripovedno sredstvo. Predhodna oblika je dobila ime nemi film šele naknadno. Zdaj je večina nemih filmov, ki so takrat množično nastajali, izgubljena, saj ob zvočnih filmih niso imeli komercialne vrednosti, filmska arhivistika je bila šele v povojih in posneti so bili na zelo občutljivem nitroceluloznem mediju. Po nekaterih ocenah je denimo izgubljenih tri četrtine zgodnjih ameriških filmov. Danes je predvajanje nemih filmov z glasbeno spremljavo v živo nišna dejavnost za ljubitelje in nostalgike, sam filmski izraz nemih filmov in njihovih kratkih predhodnikov pa je do neke mere znova obujen na račun široko dostopnih naprav za snemanje videoposnetkov in njihovega razširjanja prek družbenih medijev, kjer je zvok pogosto odveč.